# Welijzer

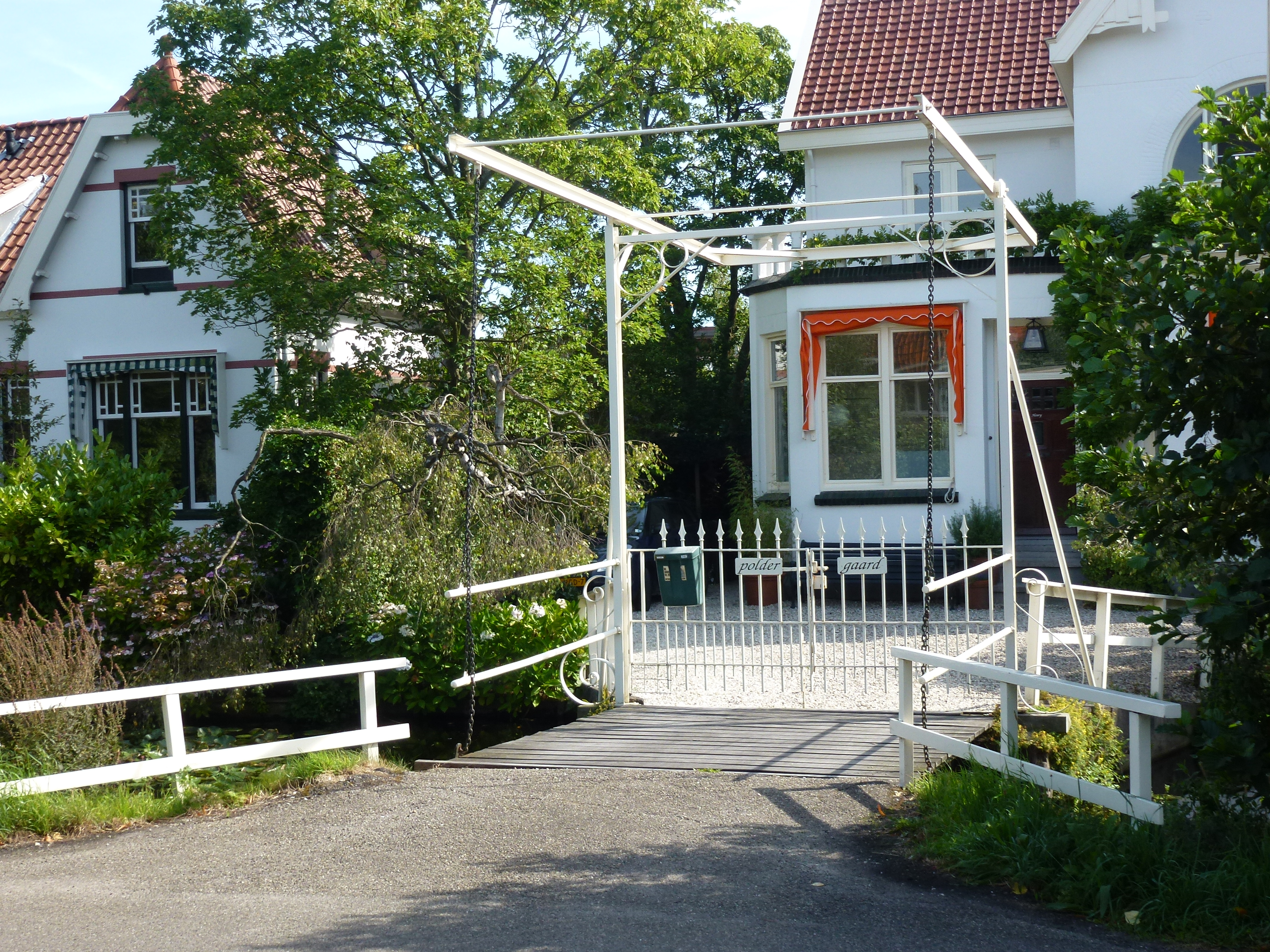
Welijzeren ophaalbrug in Gouda

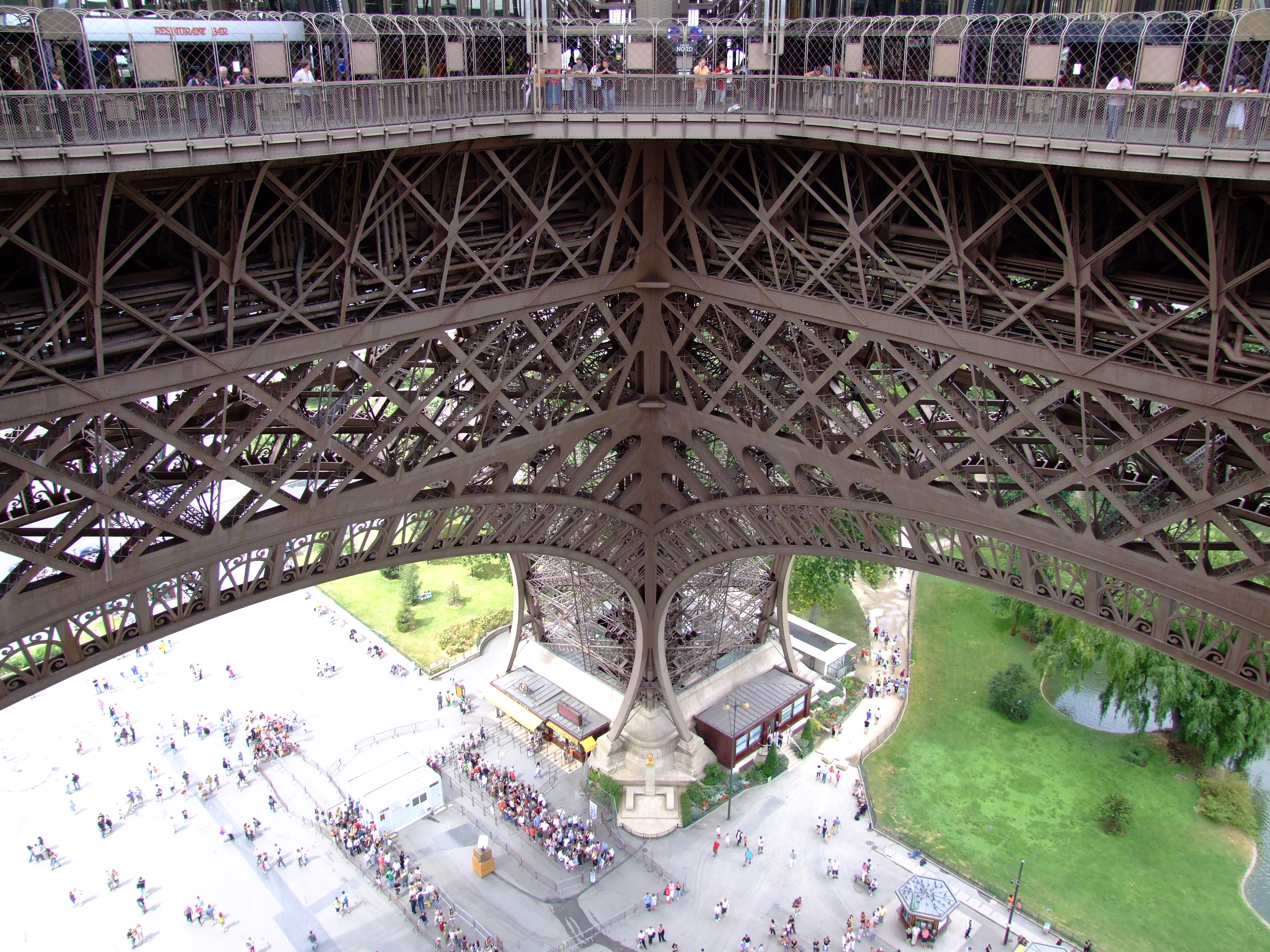
De Eiffeltoren is gemaakt uit puddelijzer

Welijzer of puddelijzer is een bepaald soort smeedbaar staal. Onder welijzer wordt ijzer verstaan dat uit erts verkregen werd via een procedé waarbij het ijzer niet vloeibaar werd, doch veeleer een deegachtige massa vormde. Als gevolg hiervan bleven de slakken in het metaal achter. Deze moesten er door smeden uit worden verdreven.
Het is dus in feite een ruwijzer dat via een roerprocedé (to puddle = roeren) werd blootgesteld aan zuurstof en ijzeroxiderijke slakken tot een zacht, taai, koolstofarm smeedijzer ontstond, dat puddelijzer of welijzer werd genoemd. Hoewel het begrip niet scherp gedefinieerd is, kan het product van een laagoven als zodanig worden aangemerkt.
Later ontwikkelde procedés als de Frischhaard en de puddeloven produceerden primitieve smeedijzer- en staalsoorten. De staalsoorten die werden geproduceerd uit welijzer of puddelijzer stonden bekend als welstaal of puddelstaal.

Slakken (zwarte delen) zijn duidelijk zichtbaar in de microstructuur van het welijzer na smeden
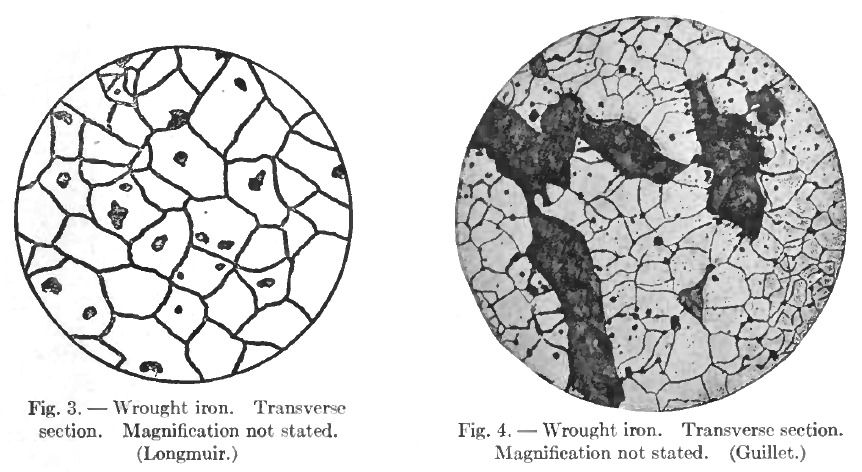
Transversale richting
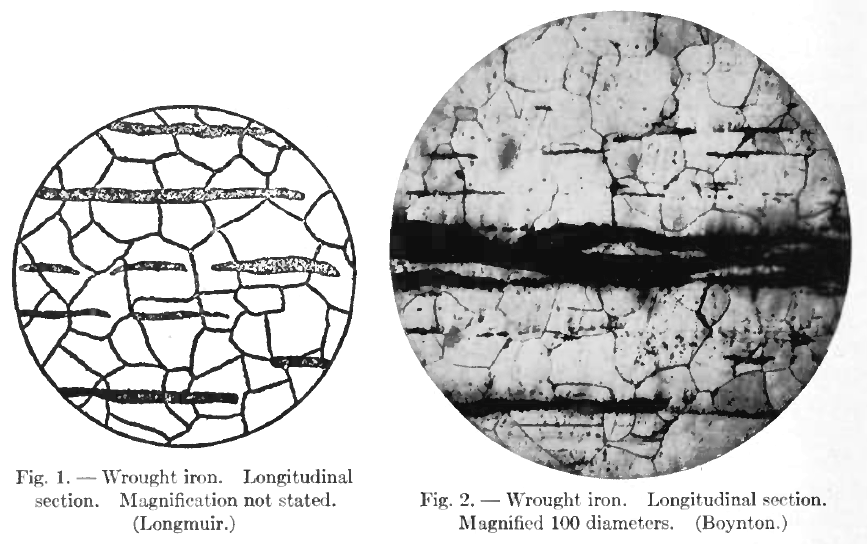
Longitudinale richting